# Arnaud Dumouch
Arnaud Dumouch (Fougères, 24 de diciembre de 1964) es un escritor, teólogo, filósofo y apologista católico francés, especializado en escatología. Es autor de más de 11 libros sobre la doctrina católica y actualmente dirige un canal de YouTube, con más de 8 millones de visitas. Arnaud presenta una visión tomista de la doctrina católica. Además, en su canal, promueve el diálogo interreligioso entre musulmanes, protestantes y ateos.
En 1988, se graduó en filosofía y teología de la Escuela Saint-Jean Rimont.
En 1994, obtuvo una Maestría en Teología en la Universidad de Estrasburgo.
Actualmente está completando su doctorado en teología católica en el Instituto Católico de Toulouse (Institut catholique de Toulouse, thèse non soutenue publiquement http://docteurangelique.free.fr/bibliotheque/sommes/5supplementneohomistefinsdernieres.htm). Reside ahora en Bélgica donde emigró y se convirtió en profesor de teología.
Desde 2004, es responsable del proyecto Doctor Angelique, que se dedica al trabajo de traducción completa de toda la colección de Santo Tomás de Aquino.